# جون كاربنتر
جون كاربتنر (بالإنجليزية: John Carpenter)‏ (ولد في 16 يناير 1948) هو مخرج ومنتج وكاتب سيناريو ومحرر وملحن أمريكي. على الرغم من عمله في العديد من أنواع الأفلام، لكنه مشهور بارتبطاه بأفلام الرعب والخيال العلمي في سبعينات وثمانينات القرن العشرين.
العديد من أفلام كاربنتر فشلت تجارياً ونقديا خلال مسيرته الطويلة، مع استثناءات بارزة: هالووين (1978) والهروب من نيويورك (1981). مع ذلك العديد من أفلامه خلال السبعينات وثمانينات مثل نجم مظلم (1974) والاعتداء على القسم 13 (1976) والضباب (1980) والشيء (1982) وستارمان (1984) ومشكلة كبيرة في الصين الصغيرة (1986) وهم يعيشون (1988) أصبحت من ذلك الحين ذات قاعدة جماهيرة كبيرة وتعد أفلام كلاسكية.

## روابط خارجية
- الموقع الرسمي
- جون كاربنتر على موقع IMDb (الإنجليزية)
- جون كاربنتر على موقع روتن توميتوز (الإنجليزية)
- جون كاربنتر على موقع مونزينجر (الألمانية)
- جون كاربنتر على موقع ألو سيني (الفرنسية)
- جون كاربنتر على موقع ميوزك برينز (الإنجليزية)
- جون كاربنتر على موقع رولينغ ستون (الإنجليزية)
- جون كاربنتر على موقع تيرنر كلاسيك موفيز (الإنجليزية)
- جون كاربنتر على موقع أول موفي (الإنجليزية)
- جون كاربنتر على موقع بوكس أوفيس موجو (الإنجليزية)
- جون كاربنتر على موقع قاعدة بيانات الأفلام السويدية (السويدية)
- Interview with The Onion A.V. Club
- Entertainment Weekly interview
- Time Out New York interview
- DGA magazine interview
- Writers Guild of America interview